# 50 г. пр.н.е.
50 (петдесетта) година преди новата ера (пр.н.е.) е година от доюлианския (Помпилийски) римски календар.

## Събития

### В Римската република
- Консули на Римската република са Луций Емилий Павел и Гай Клавдий Марцел Младши.
- 1 март – консулът Марцел предлага преразпределяне на провинците и бързо назначаване на нови управители като особено акцентира на Галия. Народният трибун Гай Курион, основен застъпник по това време на каузата на Цезар, налага вето. Целта на оптиматите е да попречат на Цезар да се кандидатира и да бъде избран за консул придобивайки законен имунитет.
- Лято – Цезар посещава Цизалпийска Галия, където е приет тържествено като победител във война. Поради очаквана нова атака от страна на партите, се стига до съгласие Цезар и Помпей да предадат по един легион за подсилване на войските в Сирия. Помпей да предостави легиона, който той по-рано е пратил в помощ на Цезар, което означава че последният реално се лишава от два легиона.[1]
- 1 декември – Сенатът приема с 370 за и 22 против предложението на Гай Курион, според което Цезар и Помпей трябва да се откажат едновременно от командването на войските и провинциите си без да се опоменава точна дата или срок.[2][3]
- 10 декември – мандатът на Курион изтича и той напуска Рим, за да се присъедини към Цезар в Равена. В длъжност встъпват новите народни трибуни Марк Антоний и Гай Касий Лонгин, които поемат защитата на каузата на цезарианците в Рим.[4]
- 18-20 декември – консулите предлагат Цезар да бъде обявен за обществен враг, а Помпей да поеме веднага командването на двата легиона в Италия. Марк Антоний отрича и принязава постиженията на Помпей в цялата му кариера като предлага легионите да бъдат пратени в Сирия.[4][5]

## Починали
- Аристобул II, цар на Юдея
- Квинт Хортензий, римски сенатор, консул (69 пр.н.е.) и оратор (роден 114 г. пр.н.е.)